# 阿根廷翼龙属
阿根廷翼龙属（学名：Argentinadraco）为神龙翼龙科的一个属。

## 下属物种
本属包括以下物种：
- Argentinadraco barrealensis Kellner & Calvo, 2017[1]